# Список топонимов Фолклендских островов
В данной статье приводится список топонимов Фолклендских (Мальвинских) островов, территориальная принадлежность которых является предметом спора между Великобританией и Аргентиной, на английском и испанском языках. Большинство испаноязычных топонимов отличается от их английских эквивалентов, многие из них имеют религиозное происхождение. Некоторые названия были даны испанскими конкистадорами, другие — позднее — аргентинским правительством.
Острова показываются на картах с 1529 года и в XVI—XVII веках не имели определённого названия, — в документах и на картах они указывались как Сансон, Патос, Хокинс, Себальд, Дейвис и др. В 1690 году английский мореплаватель Джон Стронг присвоил название «Фолкленд» (англ. Falkland) проливу между двумя крупнейшими островами архипелага. Мотивация наименования спорна. По одной версии, пролив назван в честь Энтони Кэри, 5-го виконта Фолкленд (1656—1694), который занимал должность казначея Адмиралтейства и спонсировал экспедицию Стронга. Титул виконта происходит от города Фолкленд, округ Файф, Шотландия, чьё название, в свою очередь, происходит от «фолкленд» (земля, занимаемая народом). По другой версии — близ города Фолкленд родился сам Стронг. От названия пролива получили названия главные острова архипелага — Западный и Восточный Фолкленд, а от них и весь архипелаг стал называться «Фолклендские острова». Название не применялось к островам до 1765 года, когда британский вице-адмирал Джон Байрон (дед знаменитого поэта Джорджа Байрона) потребовал именовать их для короля Георга III как «Фолклендские острова».
Испанское название архипелага, исп. Islas Malvinas, происходит от фр. Îles Malouines — названия, данного островам французским исследователем Луи-Антуаном де Бугенвилем в 1764 году. Бугенвиль, который основал первое поселение на островах, назвал этот район в честь французского порта Сен-Мало (порта приписки своих кораблей). Порт Сен-Мало, расположенный в Бретани, был, в свою очередь, назван в честь святого Мало (или Маклу), христианского евангелиста — основателя города.
Испанские названия почти никогда не используются жителями островов, а некоторые, такие как Мальвинские острова и Пуэрто-Архентино, могут считаться оскорбительными в связи с вторжением Аргентины 1982 года на Фолклендские острова. В соответствии с декларацией, опубликованной после соглашения 1999 года о снятии ограничений на поездки на острова, Аргентина взяла на себя обязательство пересмотреть аргентинские названия объектов Фолклендских островов, введённые по указу генерала Гальтиери. Однако на сегодняшний день Аргентина по-прежнему продолжает использовать эти названия. Многие из них обычно не используются в качестве испаноязычных названий, скорее это названия, присваиваемые комитетом аргентинского правительства там, где нет испаноязычного эквивалента названия.
На 20-й сессии Генеральной Ассамблеи ООН Четвёртый комитет постановил, что на всех языках, кроме испанского, документация ООН будет определять данную территорию как Falkland Islands (Malvinas), а на испанском языке — как Islas Malvinas (Falkland Islands). Номенклатура, используемая ООН для целей статистической обработки, — «Фолклендские (Мальвинские) острова» (англ. Falkland Islands (Malvinas)).
Несколько топонимов на островах имеют одну и ту же форму в английском и испанском языках, например, Дарвин, Сан-Карлос, Сальвадор и Ринкон-Гранде.

## Карты

Карта Фолклендских островов с англоязычными названиями
Карта Фолклендских островов с испаноязычными названиями

## Названия островов
| Английское название            | Испанское название            | Русское название                   | Примечания |
| ------------------------------ | ----------------------------- | ---------------------------------- | --- |
| Falkland Islands               | Islas Malvinas                | Фолклендские (Мальвинские) острова | Испаноязычное название островов исп. Islas Malvinas, происходит от французского фр. Îles Malouines и связано с их освоением французскими купцами малуинами (жителями города Сен-Мало).                                                      |
| West Falkland                  | Isla Gran Malvina             | Западный Фолкленд (Гран-Мальвина)  | Вопреки смыслу испаноязычного названия (буквально: «Большой Мальвинский остров»), остров Восточный Фолкленд имеет бо́льшую площадь. |
| East Falkland                  | Isla Soledad                  | Восточный Фолкленд (Соледад)       | |
| Barren Island                  | Isla Pelada                   | Баррен-Айленд (Исла-Пелада)        | Испаноязычное название является прямым переводом английского — «пустошь». |
| Beaver Island                  | Isla San Rafael               | Бивер (Сан-Рафаэль)                | |
| Beauchene Island               | Isla Beauchéne                | Бошен                              | |
| Bleaker Island                 | Isla María                    | Бликер (Мария)                     | |
| Carcass Island                 | Isla del Rosario              | Каркасс (Росарио)                  | |
| Eddystone                      | Roca Remolinos                |                                    | Английское название дано в честь скал Eddystone Rocks в Корнуолле. |
| George Island                  | Isla Jorge                    | Джордж (Хорхе)                     | Испаноязычное название является прямым переводом английского. |
| Great Island                   | Isla Grande                   | Грейт-Айленд (Гранде)              | Испаноязычное название является прямым переводом английского. |
| Jason Islands                  | Isla Sebaldes                 | острова Джейсон (Себальдес)        | Острова Джейсон (англ. Jason Islands) в испаноязычной номенклатуре островов делятся на две группы. Первоначально были названы «острова Себальда» в честь голландского мореплавателя Себалда де Верта, обследовавшего Фолкленды в 1600 году. |
| Leeward part of Jason Islands  | Islas los Salvajes            |                                    | Включает Гранд Джейсон и Стипл Джейсон |
| Windward part of Jason Islands | Islas las Llaves              |                                    | Включают Флэт Джейсон, Сил-Рок и Норт-Фюр-Айленд. |
| Keppel Island                  | Isla de la Vigía              | Кеппел (Вихия)                     | |
| Lively Island                  | Isla Bougainville             | Лайвли-Айленд (Бугенвиль)          | |
| New Island                     | Isla Goicoechea               | Нью-Айленд (Гойкоэчеа)             | |
| Pebble Island                  | Isla (de) Borbón/Isla Bourbon | Пебл (Борбон)                      | |
| Ruggles Island                 | Isla Calista                  | Раглс (Калиста)                    | |
| Saunders Island                | Isla Trinidad                 | Сондерс (Тринидад)                 | |
| Sea Lion Island                | Isla de los Leones Marinos    | Си-Лайон (Леонес-Маринос)          | Испаноязычное название является прямым переводом английского. |
| Sedge Island                   | Isla Culebra                  | Седж (Кулебра)                     | |
| Speedwell Island               | Isla Águila                   | Спидуэлл (Агила)                   | Бывший «Eagle Island» в англоязычной версии. |
| Staats Island                  | Isla Staats                   |                                    | Испаноязычное название является прямым переводом английского. |
| Weddell Island                 | Isla San José                 | Уэдделл (Сан-Хосе)                 | Бывший «Swan Island» на английском (Swan Islands). |
| West Point Island              | Isla Remolinos                | Уэст-Пойнт                         | Бывший «Albatross Island» в англоязычной версии. |

## Названия населённых пунктов
| Английское название    | Испанское название                   | Русское название     | Примечания |
| ---------------------- | ------------------------------------ | -------------------- | --- |
| Stanley (Port Stanley) | Puerto Stanley (Puerto Argentino)    | Стэнли (Порт-Стэнли) | В настоящее время используются оба испаноязычных названия. Puerto Argentino было впервые использовано во время Фолклендской войны. «Порт-Стэнли» используется как неофициальное английское название.                                                       |
| Port San Carlos        | Puerto San Carlos                    | Порт-Сан-Карлос      | Испаноязычное название является прямым переводом английского. |
| Goose Green            | Pradera del Ganso, Ganso Verde [sic] | Гус-Грин             | |
| Port Louis             | Puerto Luis                          |                      | Оба названия происходят от оригинального французского названия «Порт-Сент-Луис», во время испанского владычества его переименовали в «Пуэрто-Соледад», англичанами было коротко названо «Ансон-Харбор», но впоследствии вновь переименовано в «Порт-Луис». |
| Port Howard            | Puerto Mitre                         | Порт-Хауард          | |
| Teal Inlet             | Caleta Trullo                        | Тил-Инлет            | |
| Johnson’s Harbour      | Puerto Johnson                       | Джонсонс-Харбор      | Непрямой перевод английского названия. |

## Названия природных объектов
| Английское название | Испанское название                 | Русское название   | Примечания |
| ------------------- | ---------------------------------- | ------------------ | --- |
| Cape Dolphin        | Cabo Leal                          | мыс Долфин (Леаль) | |
| Mount Usborne       | Cerro Alberdi                      | Асборн             | |
| Mount Adam          | Monte Independencia/Monte Beaufort | Адам               | |
| Mount Robinson      | Отсутствует                        | Робинсон           | Называлась «Monte Independencia» до тех пор, пока не было установлено, что «Mount Adam» выше неё.                     |
| Отсутствует         | Peninsula de Freycinet             |                    | Полуостров к северу от Порт-Уильяма (английского названия не имеет).                                                  |
| Отсутствует         | Peninsula de San Luis              |                    | Северо-восточный полуостров, где находятся гавань Джонсона, Порт-Луи и Ринкон-Гранде (английского названия не имеет). |

## Названия водных объектов
| Английское название | Испанское название           | Русское название                 | Примечания |
| ------------------- | ---------------------------- | -------------------------------- | --- |
| Falkland Sound      | Estrecho de San Carlos       | Фолклендский пролив (Сан-Карлос) | Английское название происходит от слова «пролив», San Carlos Water имеет более узкое значение на английском языке. |
| Scotia Sea          | Mar Argentino                | Море Скоша                       | Название «море Скоша» было присвоено примерно в 1932 году в честь экспедиционного корабля «Scotia», использовавшегося в этих водах Шотландской национальной антарктической экспедицией (1902-04). Испаноязычное название «Mar Argentino» относится к морю в пределах континентального шельфа Аргентины. Границы этих двух областей немного отличаются. |
| Choiseul Sound      | Seno Choiseul                | Шуазёль                          | Залив первоначально назван Луи де Бугенвилем в честь французского министра иностранных дел, Этьена-Франсуа, герцога де Шуазёль. |
| Berkeley Sound      | Bahía de la Anunciación      | Беркли (Асунсьясьон)             | |
| Adventure Sound     | Bahía del Laberinto          | Адвенчер (Лаберинто)             | |
| Bay of Harbours     | Bahía de los Abrigos         | Харборс                          | |
| Grantham Sound      | Bahía de Ruiz Puente         | Грантем-Саунд                    | |
| Foul Bay            | Bahía Sucla                  | Фаул-Бей (Баия-Сусия)            | |
| Port Albemarle      | Bahía Santa Eufemia          | Порт-Албемарл                    | |
| Port William        | Puerto Groussac              |                                  | |
| Queen Charlotte Bay | Bahía San Julián             | Куин-Шарлотт (Сан-Хулиан)        | |
| Port Edgar          | Puerto Edgardo               | Порт-Эдгар                       | |
| King George Bay     | Bahía 9 de Julio             | Кинг-Джордж                      | |
| Byron Sound         | Bahía San Francisco de Paula | Байрон (Сан-Франсиско-де-Паула)  | |
| Keppel Sound        | Bahía de la Cruzada          | Кеппел                           | |
| Stanley Harbour     |                              |                                  | Первоначально был известен как фр. Beau Porte и позже как «Порт-Джексон» на английском. Иногда именовался «Порт-Стэнли». |

### на русском языке
- Никонов В.А. Краткий топонимический словарь / ред. Е.И.Белёв. — М.: Мысль, 1966. — 509 с. — 32 000 экз.
- Инструкция по русской передаче английских географических названий / Ред. Л. И. Аненберг. — М., 1975. — 80 с.
- Инструкция по русской передаче географических названий стран испанского языка / Сост. И. П. Литвин; Ред. К. Т. Бойко. — М., 1975. — 108 с.
- Поспелов Е. М. Географические названия мира. Топонимический словарь / отв. ред. Р. А. Агеева. — 2-е изд., стереотип. — М.: Русские словари, Астрель, АСТ, 2002. — 512 с. — 3000 экз. — ISBN 5-17-001389-2.
- Словарь географических названий зарубежных стран / А. М. Комков. — М.: Недра, 1986. — 459 с.

### на английском языке
- Balmaceda, Daniel. Historias Inesperadas de la Historia Argentina :  [исп.]. — Buenos Aires : Editorial Sudamericana, 2011. — ISBN 978-950-07-3390-8.
- Hince, Bernadette. The Antarctic Dictionary. — Collingwood, Melbourne : CSIRO Publishing, 2001. — ISBN 978-0-9577471-1-1.
- Jones, Roger. What's Who? A Dictionary of Things Named After People and the People They are Named After. — Leicester, England : Matador, 2009. — ISBN 978-1-84876-047-9.
- Paine, Lincoln. Ships of Discovery and Exploration. — New York : Mariner Books, 2000. — ISBN 978-0-395-98415-4.
- Room, Adrian. Placenames of the World. — 2nd. — Jefferson, North Carolina : McFarland & Company, Inc., 2006. — ISBN 978-0-7864-2248-7.
- Rydjord, John. Falkland Islands: Nationalism and names (англ.) // Names A Journal of Onomastics. — 1961. — December (vol. 4).